# Wyżyna Unisławska
Wyżyna Unisławska – wyżyna w Sudetach Środkowych w Górach Kamiennych.

## Lokalizacja
Wyżyna Unisławska to niewielka śródgórska wyżyna. Od południa graniczy z Górami Suchymi i Kotliną Sokołowską, od zachodu z Masywem Dzikowca i Lesistej Wielkiej, od wschodu wyżynę ograniczają Góry Suche i Góry Wałbrzyskie, a od północy graniczy z Kotliną Kuźnicką.

## Opis
Jest to śródgórska wododziałowa wierzchowina (590–650 m n.p.m.), obszar źródliskowy Miłej, Pełcznicy i Ścinawki, należący do jednostki geologicznej zwanej niecką śródsudecką. Zbudowana jest ze skał osadowych i wulkanicznych. Skały wulkaniczne to w przeważającej mierze trachity, które zajmują większą część wyżyny. Obszar wyżyny jest niezalesiony, lasy pokrywają tylko stoki gór otaczających wyżynę.

## Krajobraz
Krajobraz kotliny przedstawia krajobraz wyżyny. Najwyższe wzniesienia nie przekraczają 700 m n.p.m. Cały obszar jest lekko pofałdowany, bezleśny, poprzecinany w różnych kierunkach małymi dolinami potoków. Teren rolniczy, średnio zaludniony, większość obszaru zajmują pola uprawne, pastwiska i łąki. Krajobraz przeobrażony, zurbanizowany.

## Gleby
Gleby gliniaste i szkieletowe.

## Surowce
Surowce skalne wydobywane na tym terenie były już od dawna. Do dziś w Rybnicy Leśnej znajduje się potężny kamieniołom melafiru.

## Klimat
Położenie fizycznogeograficzne oraz masyw otaczających gór sprawiają, że nad kotliną ścierają się różnorodne masy powietrzne, wpływające na kształtowanie się typów pogody i zjawisk atmosferycznych tego mezoregionu. Obszar kotliny odznacza się specyficznym, surowym klimatem (mrozowiska). Pory roku są łatwo rozpoznawalne i wyznaczane przez przebieg temperatury: ciepła i wilgotna wiosna, ciepłe i często suche lato, chłodna i wilgotna jesień oraz mroźna zima ze znacznymi opadami śniegu. Zachmurzenie średnie występuje w okresie jesienno–zimowym, najmniejsze w lecie. Opadom często towarzyszą gwałtowne burze z wyładowaniami.

## Wody
Kotlina Sokołowska należy do dorzecza Odry. Najdłuższymi rzekami kotliny są Ścinawka i potok Sokołowiec, które wraz ze swoimi dopływami odwadniają wyżynę.

## Miejscowości
Na wyżynie położone są miejscowości Unisław Śląski, Rybnica Leśna.

## Komunikacja
Przez wyżynę prowadzą szlaki:
- kolejowy Wałbrzych – Mieroszów – przejście graniczne z Czechami.
- droga krajowa nr 35 do przejścia granicznego Golińsk.
- droga wojewódzka nr 380 od drogi krajowej nr 35 w Unisławiu Śląskim do drogi wojewódzkiej nr 381 w Głuszycy.

## Zabytki
- Drewniany kościółek św. Jadwigi w Rybnicy Leśnej z 1608 roku.
- Gotycki kościół filialny pw. Wniebowzięcia NMP w Unisławiu Śląskim, wzmianka z 1360 r.
- Zabytkowy tunel kolejowy z ok. 1880 roku na linii kolejowej Wałbrzych – Mieroszów.

## Turystyka
W obrębie wyżyny jest kilka miejsc atrakcyjnych turystycznie.
- Stożek Wielki ze śladami byłej drewnianej wieży widokowej.
- Skałki Skalne Bramy na południowym zboczu Rogowca.
- Relikty ruin średniowiecznego zamku Rogowiec na Rogowcu.
- Ruiny kamiennego, gotyckiego zamku Radosno z XII wieku na północnym zboczu Suchawy wzniesionego przez Bolka I.
- Zespół obiektów sanatoryjnych w Sokołowsku, w szczególności dawne sanatorium Grunwald z 1856 r.
- Kotlina Sokołowska z Sokołowskiem.
- Pomnik przyrody: stare lipy na cmentarzu w Unisławiu.

Przez wyżynę przechodzą szlaki turystyczne: zielony, czerwony, niebieski, czarny i żółty. Na Hali pod Klinem pod Przełęczą Trzech Dolin położone jest drewniane Schronisko PTTK „Andrzejówka”.